# Kožany
Kožany este o comună slovacă, aflată în districtul Bardejov din regiunea Prešov. Localitatea se află la altitudinea de 244 m deasupra n.m., se întinde pe o suprafață de 5,2 km2 și în 2017 număra 109 locuitori. Se învecinează cu comuna Kučín.

## Istoric
Localitatea Kožany este atestată documentar din 1350.

## Demografie
| An:                | 1994 | 2004   | 2014    | 2024    |
| ------------------ | ---- | ------ | ------- | ------- |
| Număr de persoane: | 128  | 138    | 119     | 102     |
| Diferență:         |      | +7,81% | −13,76% | −14,28% |

| An:                | 2023 | 2024   |
| ------------------ | ---- | ------ |
| Număr de persoane: | 99   | 102    |
| Diferență:         |      | +3,03% |